# رابطة مسلمي عموم باكستان
رابطة مسلمي عموم باكستان (بالأردية: آل پاکستان مسلم لیگ) هو حزب سياسي في باكستان أسسه برويز مشرف. وأقيم حفل إطلاق الحزب في لندن، ولكن تقع الأمانة العامة له في إسلام آباد في باكستان.
تأسس الحزب في عام 2010، وتمت تسميته على اسم الحزب السياسي التاريخي للمسلمين في الهند، رابطة مسلمي عموم الهند، والذي كان له الفضل في حصول باكستان على الاستقلال عن الهند البريطانية.

## التاريخ الانتخابي

### انتخابات الجمعية الوطنية
| انتخاب | الأصوات | ٪     | المقاعد | +/– |
| ------ | ------- | ----- | ------- | --- |
| 2013   | 54231   | 0.12٪ | 1 / 342 | ▲ 1 |
| 2018   | 36,566  | 0.07٪ | 0 / 341 | ▼ 1 |